# Ischyrocerus brusilovi
Ischyrocerus brusilovi is een vlokreeftensoort uit de familie van de Ischyroceridae. De wetenschappelijke naam van de soort is voor het eerst geldig gepubliceerd in 1933 door Gurjanova.